# گمینا توخومیه
گمینا توخومیه (به لهستانی:  Gmina Tuchomie) یک گمینا در لهستان است که در شهرستان بتوف واقع شده‌است. گمینا توخومیه ۱۰۶٫۴۷ کیلومتر مربع مساحت و ۳٬۹۱۵ نفر جمعیت دارد.